# Proteuxoa chrysospila
Proteuxoa chrysospila là một loài bướm đêm thuộc họ Noctuidae. Nó được tìm thấy ở New South Wales, Queensland và Nam Úc.